# エルンスト・クリストフ
エルンスト・クリストフ（Ernest Louis Aquilas Christophe、1827年1月15日 - 1892年1月14日）は、フランスの彫刻家である。

## 略歴
フランス中部のアンドル＝エ＝ロワール県のロシュで法律家の息子に生まれた。パリに出て、フランソワ・リュード(1784-1855)の弟子になった。政治家、文筆家のゴドフロア・カヴェニャック(Godefroi Cavaignac:1801-1845)のジザン(死者の横臥彫像）がリュードと共作であるとしてクリストフの作者名が残された作品になったが 、クリストフの寄与はあまり多くなかったとされる。
1850年に作品をパリのサロンに初めて出展し、1893年まで、何度かサロンに出展した。1875年にサロンに「仮面（le masque）」を出展して3等のメダルを受賞し、この作品の複製はパリのチュイルリー庭園に設置された。クリストフの作品の2点はリュクサンブール美術館に買い上げられている。
詩人のシャルル・ボードレール(1821-1867）と友人になり、ボードレールはクリストフの作品「仮面」に関する詩を出版している。またキューバ生まれの詩人、ジョゼ・マリア・ド・エレディア(José-Maria de Heredia: 1842-1905)と親しかった。

## 作品

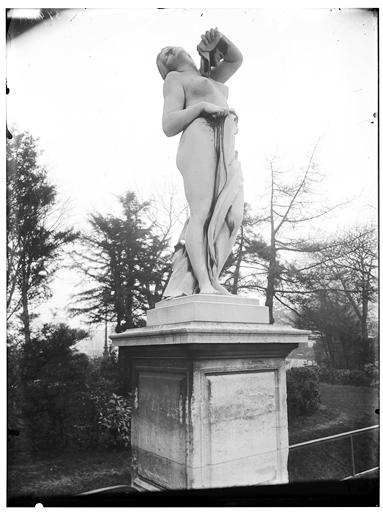
チュイルリー庭園の像 "le masque"(1911)
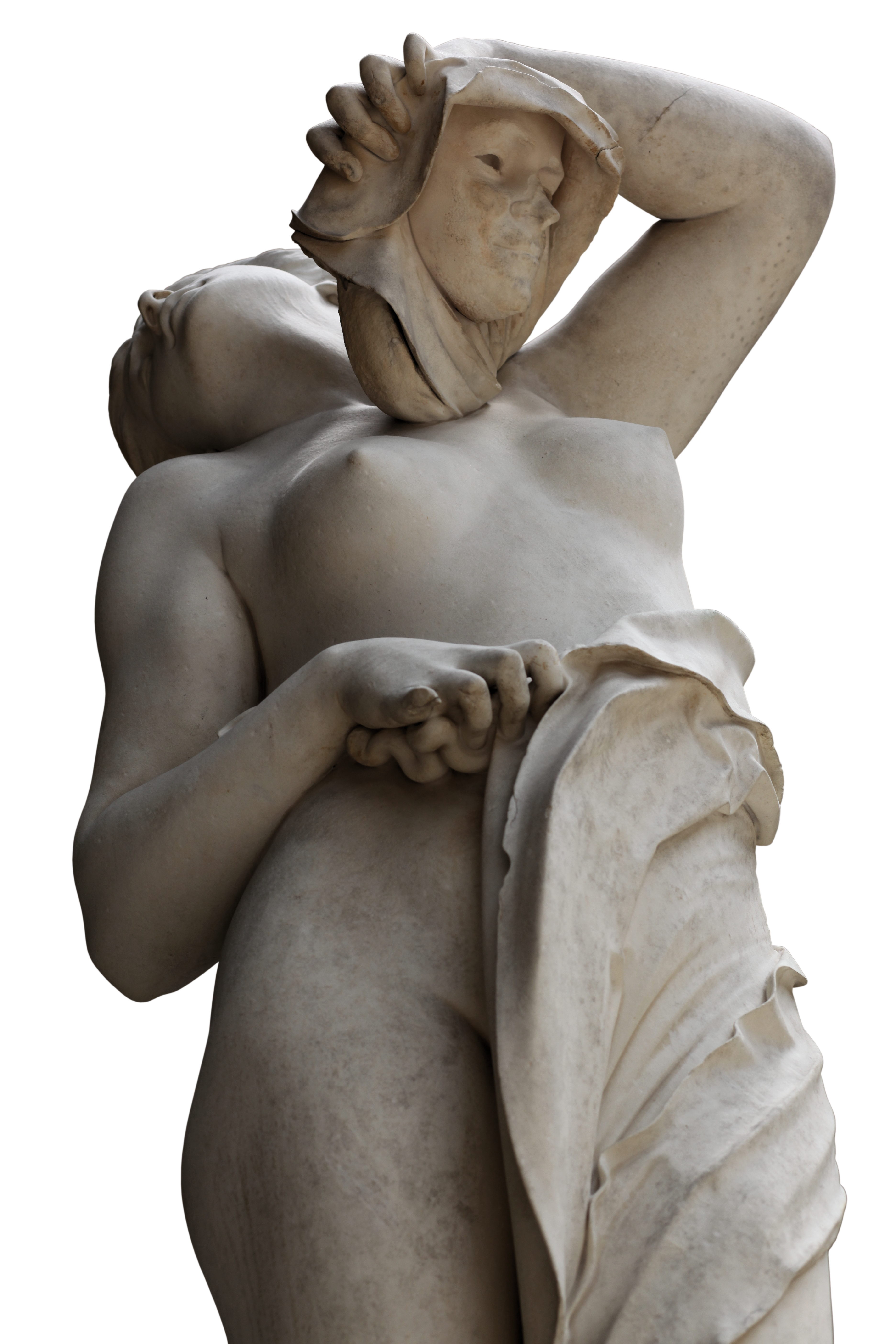
オルセー美術館の "le masque"(1876) 一部を拡大
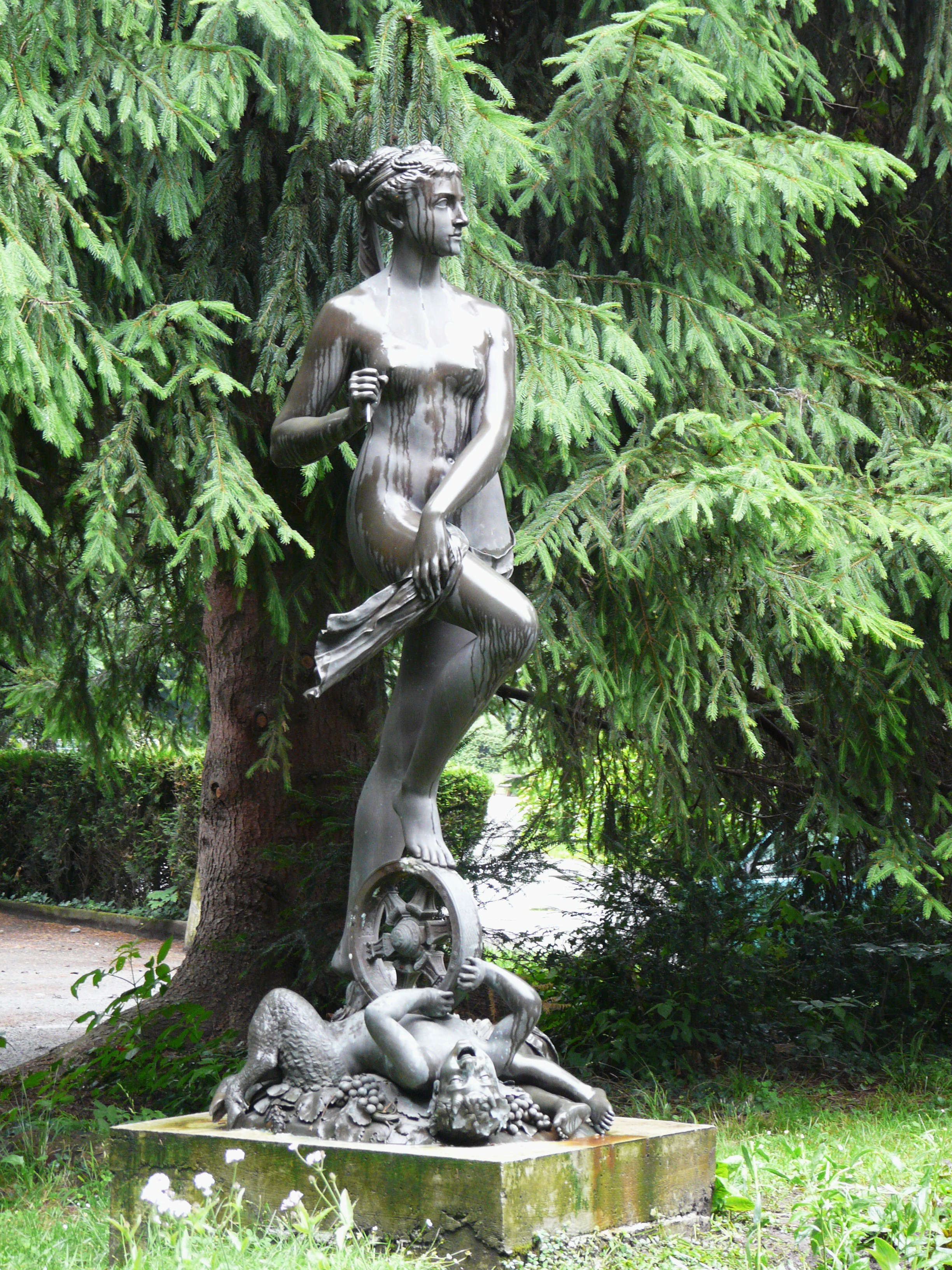
オート＝ガロンヌ県のバニェール＝ド＝リュションの公園の像"la Fortune"